# ميكالين توماس
ميكالين توماس (بالإنجليزية: Mickalene Thomas)‏ (وُلدت في 28 من يناير عام 1971) فنانة بصريّة أمريكية إفريقية معاصرة برزت في رسم أعمال معقدة باستعمال أحجار الراين والأكريليك والمينا. استلهمت ميكالين عملها في الفن التلصيقي من تاريخ الفنون الشعبية وحركاتها، ومنها: الانطباعية والتكعيبية والدادائية والنهضة الهارلمية. استمدت ميكالين أعمالها من تاريخ الفن الغربي والفن الشعبي والثقافة البصرية، لتعبر عن أفكار عن الأنوثة والجمال والعرق والميول الجنسية والجندر.

## النشأة والدراسة
وُلدت ميكالين توماس في الثامن والعشرين من يناير عام 1971 في كامدن، نيوجرسي. ترعرعت في هلسايد وإيست أورانج. ربّتها أمها ساندرا بوش «ماما بوش» التي عملت في عرض الأزياء في السبعينات، إذ كان طولها تقريبًا 185 سنتيمترًا. عرّفت ساندرا ميكالين وأخاها الفن بتسجيلهما في برامج بعد المدرسة في متحف نيوارك، وفي محطة هنري ستريت في نيويورك. ربّت أم ميكالين ولدَيها على البوذية. عندما كانت ميكالين مراهقة، كان بينها وبين أمها علاقة حميمة وصعبة بسبب إدمان أبويها على المخدرات وتعاملها مع ميولها الجنسية، وهو ما وثقته في فلمها القصير عيد ميلاد سعيد لامرأة جميلة: صورة لأمي.
عاشت ميكالين ودرست في بورتلاند، أوريغون، من أواسط العقد التاسع من القرن العشرين إلى أوائل العقد العاشر، ودرست دراسة تحضيرية للقانون، والفنون المسرحية. حصلت ميكالين على بكالوريوس الفنون الجميلة من معهد برات عام 2000 وماجستير الفنون الجميلة من كلية الفنون في جامعة ييل عام 2002. اشتركت ميكالين في برنامج تخصص وإقامة في متحف ستوديو في هارلم، نيويورك، من عام 2000 إلى عام 2003. واشتركت أيضًا في برنامج إقامة في غيفرني، فرنسا، في برنامج مون آرتيستس لمؤسسة فيرساي. تعيش الآن ميكالين وتعمل في بروكلين، نيويورك.

## الأعمال الفنية والأسلوب والتأثرات
في أيام عملها الأولى، وجدت ميكالي نفسها غارقة في ثقافة «افعلها بنفسك» الصاعدة بين الفنانين والموسيقيين، وهو ما جعلها تبدأ عملها الخاص. لاحظت ميكالين أنها عندما أصبحت فنانة، كانت الأزياء دائمًا «في خلفية عقلي»، مصدرًا للإلهام. تأثرت ميكالين بجاكوب لاورنس، وويليام جونسون ورومير بيردن، وكان أكثر الأعمال تأثيرًا بها عمل كاري ماي ويمز، لا سيما عمليها «كتشن تيبل» (طاولة المطبخ)، وسلسلة «أينت جوكن» (لا أمزح)، التي كانت جزءًا من عرض تاريخي في متحف الفنون في بورتلاند عام 1994. تصف ميكالين المواجهة هكذا: «كانت أول مرة أرى فيها عملًا لفنانة أمريكية إفريقية أنثى يعبر عني ويدعو إلى التحرر في نظام الأسرة والجنس والجندر». لم يقتصر أثر ويمز على قرار ميكالين توماس بتبديل دراستها والتقدم إلى معهد برات في نيويورك بل وجعلها تستخدم تجربتها وتحولها إلى فن.
تسكتشف تصويراتها للنساء الأمريكيات الإفريقيات أفكار الشهرة والهوية وتنخرط في الوقت نفسه في تمثيل الأنوثة الزنجية والقوة الزنجية. تندرج أعمال ميكالين تحت الجنس الفني المرتبط بالانفجار الأسود (بلاكسبلويتيشن) في السبعينيات، تلمع الميول الجنسية في مرسومات ميكالين ومجموعاتها اللصقية، فسّر بعض الناس هذا على أنه سخرية من العنصرية وكراهية النساء في وسائل التواصل، كالأفلام والموسيقا المرتبطة بجنس الانفجار الأسود. تسود النساء المتوضعات في وضعيات مثيرة الصورة، ويحيط بهن أنماط زخرفية استوحتها ميكالين من طفولتها كما في «لِفت بيهايند 2 أغين» من عام 2012، في مجموعة متحف الهونولولو للفن. مرسومات ميكالين عادةً نساء معروفات مثل إيرثا كيت، وويتني هستن، وأوبرا ونفري، وكوندوليزا رايس. كان رسمها لميشيل أوباما أول لوحة فردية رُسمت للسيدة الأولى وعُرضت في معرض البورتريت الوطني التابع لعرض أميريكانز ناو.
في عرضها المنفرد عام 2017 المسمّى «مرشدون وملهمون ومشاهير» في متحف الفن المعاصر في سانت لويس، أنشأت ميكالين منصات جعلت النساء السود في وسط أقواس السرد التي تعبر عن قصصهن. وتقول الناقدة الفني ريكي بيرد: «كان وضع النساء السود من فنانات وممثلات وشخصيات عامة ومن عائلتها، بوصفهن مرشدات وملهمات وشخصيات بطولية في مسيرتهن، طريقة محت بها ميكالين الرواية القمعية».
طوّرت أعمالَ ميكالين الأعوام الكثيرة التي قضتها في دراسة تاريخ الفن ورسم البورتريت والمناظر الطبيعية والحياة. استلهمت ميكالين من حِقب فنية عديدة وأثار ثقافية مختلفة على مر التاريخ الغربي، لا سيما من الحداثيين الأوائل مثل جان أوغست دومينيك إنغري، وبابلو بيكاسو، وهنري ماتيس، وإدوارد مانيت، ورومير بيردن. تصور ميكالين شخصياتها في وضعيات كلاسيكية وظروف مجردة أشاعها هؤلاء الفنانون الحداثيون بوصفها طريقة لاستعادة قوة النساء اللاتي كُنّ يُصوَّرن على أنهن أشياء تُشتهى أو تُقهَر.